# Wereldkampioenschappen schaatsen afstanden 2009 - 1000 meter vrouwen
De wereldkampioenschappen schaatsen afstanden 2009 - 1000 meter vrouwen werd gehouden op zaterdag 14 maart 2009 op de Richmond Olympic Oval in Richmond, Canada.

## Statistieken

### Uitslag
| #      | Schaatser            | Tijd    |
| ------ | -------------------- | ------- |
| Goud   | Christine Nesbitt    | 1.16,28 |
| Zilver | Anni Friesinger      | 1.16,32 |
| Brons  | Margot Boer          | 1.16,44 |
| 4      | Natasja Bruintjes    | 1.16,80 |
| 5      | Sayuri Yoshii        | 1.16,82 |
| 6      | Jin Peiyu            | 1.16,87 |
| 7      | Jekaterina Lobysjeva | 1.16,94 |
| 8      | Laurine van Riessen  | 1.17,02 |
| 9      | Kristina Groves      | 1.17,05 |
| 10     | Wang Beixing         | 1.17,18 |
| 11     | Monique Angermüller  | 1.17,25 |
| 12     | Yu Jing              | 1.17,30 |
| 13     | Jennifer Rodriguez   | 1.17,38 |
| 14     | Tomomi Okazaki       | 1.17,91 |
| 15     | Heather Richardson   | 1.17,92 |
| 16     | Shannon Rempel       | 1.18,02 |
| 17     | Lee Sang-hwa         | 1.18,02 |
| 18     | Heike Hartmann       | 1.18,09 |
| 19     | Shihomi Shinya       | 1.18,19 |
| 20     | Elli Ochowicz        | 1.19,11 |
| 21     | Jekaterina Malisjeva | 1.19,63 |
| 22     | Lee Bo-Ra            | 1.20,33 |
| 23     | Anzjelika Kotjoega   | 1.20,59 |
| 24     | Svetlana Radkevitsj  | 1.46,39 |

### Loting
| Rit | Binnenbaan           | Buitenbaan           |
| --- | -------------------- | -------------------- |
| 1   | Elli Ochowicz        | Lee Bo-Ra            |
| 2   | Svetlana Radkevitsj  | Anzjelika Kotjoega   |
| 3   | Jekaterina Malisjeva | Lee Sang-hwa         |
| 4   | Shihomi Shinya       | Heike Hartmann       |
| 5   | Wang Beixing         | Heather Richardson   |
| 6   | Natasja Bruintjes    | Tomomi Okazaki       |
| 7   | Yu Jing              | Jekaterina Lobysjeva |
| 8   | Jin Peiyu            | Jennifer Rodriguez   |
| 9   | Sayuri Yoshii        | Monique Angermüller  |
| 10  | Anni Friesinger      | Margot Boer          |
| 11  | Christine Nesbitt    | Laurine van Riessen  |
| 12  | Kristina Groves      | Shannon Rempel       |

1996 · 
1997 · 
1998 · 
1999 · 
2000 · 
2001 · 
2003 · 
2004 · 
2005 · 
2007 · 
2008 · 
2009 · 
2011 · 
2012 · 
2013 · 
2015 · 
2016 · 
2017 · 
2019 · 
2020 · 
2021 · 
2023 · 
2024 · 
2025